# دیم سقرلو
دیم سقرلو یک روستا در ایران است که در دهستان رضاقلی قشلاق واقع شده‌است. دیم سقرلو ۱۲۶ نفر جمعیت دارد.